# لیزا دل بو
لیزا دل بو (به انگلیسی: Lisa del Bo) (زاده ۹ ژوئن ۱۹۶۱) خواننده بلژیکی است.
او نماینده بلژیک در مسابقه آواز یوروویژن ۱۹۹۶ بود.